# Headlines (Drake)
Headlines è un brano musicale del rapper canadese Drake. È il primo singolo estratto dal suo secondo album studio Take Care. Il brano, prodotto da Matthew "Boi-1da" Samuels e Noah "40" Shebib, è stato presentato sul blog di Drake'il 31 luglio 2011, mentre è stato pubblicato ufficialmente il 9 agosto 2011. Il singolo ha debuttato alla tredicesima posizione della Billboard Hot 100, diventando il miglior ingresso in classifica dell'artista. Il singolo è stato certificato disco d'oro dalla Recording Industry Association of America per aver venduto più di 500 000 copie digitali.

## Tracce
Download digitale
1. Headlines - 3:56

## Classifiche
| Classifica (2011)         | Posizione massima |
| ------------------------- | ----------------- |
| Canada                    | 18                |
| Francia                   | 75                |
| Regno Unito               | 57                |
| Stati Uniti               | 13                |
| Stati Uniti (R&B/Hip-Hop) | 2                 |